# Battaglia di Tunisi (309 a.C.)
La battaglia di Tunisi (che non va confusa con quella del 310 a.C.) si svolse nel 309 a.C. e vide contrapposti i Cartaginesi e i generali siracusani Agatocle e suo figlio Arcagato.

## Antefatti
Dopo la vittoria nella battaglia di Tunisi del 310 a.C., Agatocle riuscì a espandere il proprio potere in Libia; gli alleati dei cartaginesi, impauriti dalla sua minaccia, si schierarono con lui e ne sostennero le conquiste. Ma quando Agatocle si avventurò nei meandri della Libia per sottomettere anche quei popoli nomadi, i Numidi in particolare, che lì abitavano, alcuni alleati insofferenti gli si rivoltarono contro e si unirono a Cartagine che aveva tentato di riconquistare la città di Tunisi (città che probabilmente coincide con la Tunisi odierna).
Nel frattempo a Siracusa venne catturato il generale nemico Amilcare, questa mossa mise in confusione l'esercito cartaginese, composto da 40000 fanti e 600 cavalieri, che perirono tutti sotto le armi greche. Amilcare fu messo in catene, torturato e infine gli fu tagliata la testa e mandata in Africa da Agatocle.
Il dinasta aretuseo pose il proprio esercito presso la città di Tunisi per difenderla. La supremazia di Agatocle fu messa in dubbio da un litigio tra Arcagato e un generale dell'esercito di Agatocle, Licisco. Tale fu la disperazione di Arcagato che non resistette dall'ucciderlo. L'esercito siracusano, che vedendo il corpo, cominciò ad accusare il figlio di Agatocle di averlo ucciso e pretese di avere Arcagato per fargli pagare il fio. Agatocle riuscì comunque a riportare la calma tra i suoi uomini.

## Svolgimento
I Cartaginesi, che avevano reclutato soldati tra i Numidi, approfittarono di questo momento di confusione e si avvicinò all'esercito siracusano che era di stanza a Tunisi. Si appostò col suo esercito presso un'altura e ordinarono alla cavalleria numidica di infastidire l'esercito siracusano, al che Agatocle rispose inviando alcune unità di frombolieri.
Ben presto entrambi gli eserciti si schierarono a battaglia e si affrontarono nei pressi del fiume che scorre nella città. I barbari sotto l'urto degli esperti soldati greci, si ritirarono e così fecero anche i soldati numidi, solo per poco si opposero come ultima resistenza i soldati greci, guidati da Clinone, che militavano per Cartagine. I cartaginesi si rifugiarono in una fortezza, mentre Agatocle trionfava della vittoria.
L'esercito siracusano mise in serie difficoltà l'esercito cartaginese che mano a mano perse sempre più alleati e uomini.

## Conseguenze
Vista la difficoltà dei Siracusani di fronte all'assedio della lor città da parte di Amilcare, Agatocle scelse di ritornare in Sicilia lasciando in Libia suo figlio Arcagato con parte dell'esercito.